# Liste der Monuments historiques in Saint-Martin-de-Bréthencourt
Die Liste der Monuments historiques in Saint-Martin-de-Bréthencourt führt die Monuments historiques in der französischen Gemeinde Saint-Martin-de-Bréthencourt auf.

## Liste der Bauwerke
| Bezeichnung                                                     | Beschreibung                  | Standort | Kennzeichnung | Schutzstatus | Datum | Bild           |
| --------------------------------------------------------------- | ----------------------------- | -------- | ------------- | ------------ | ----- | -------------- |
| Kirche St-Martin und Reste des ehemaligen Benediktiner-Priorats | Erbaut ab dem 12. Jahrhundert | (Lage)   | PA00087637    | Inscrit      | 1977  | weitere Bilder |

## Liste der Objekte
- Monuments historiques (Objekte) in Saint-Martin-de-Bréthencourt in der Base Palissy des französischen Kultusministeriums